# خاویرا آرنیلاس
خاویرا آرنیلاس (به انگلیسی: Javiera Arnillas) با نام کامل خاویرا آلخاندرا آرنیلاس کارتاژنا (به انگلیسی: Javiera Alejandra Arnillas Cartagena) (زاده ۱۹۹۵) بازیگر، مدل و کنشگر پرویی است.
او یک زن ترنس است.